# Khartsyzk
Khartsyzk (em ucraniano:  Харцизьк) ou Khartsyzsk (russo:  Харцызск; IPA: [xɐrˈt͡sɨsk]) é uma cidade da Ucrânia, situada no Oblast de Donetsk. Tem 19,3 km² de área e sua população em 2020 foi estimada em 56.551 habitantes.